# هل‌دهنده مسافر

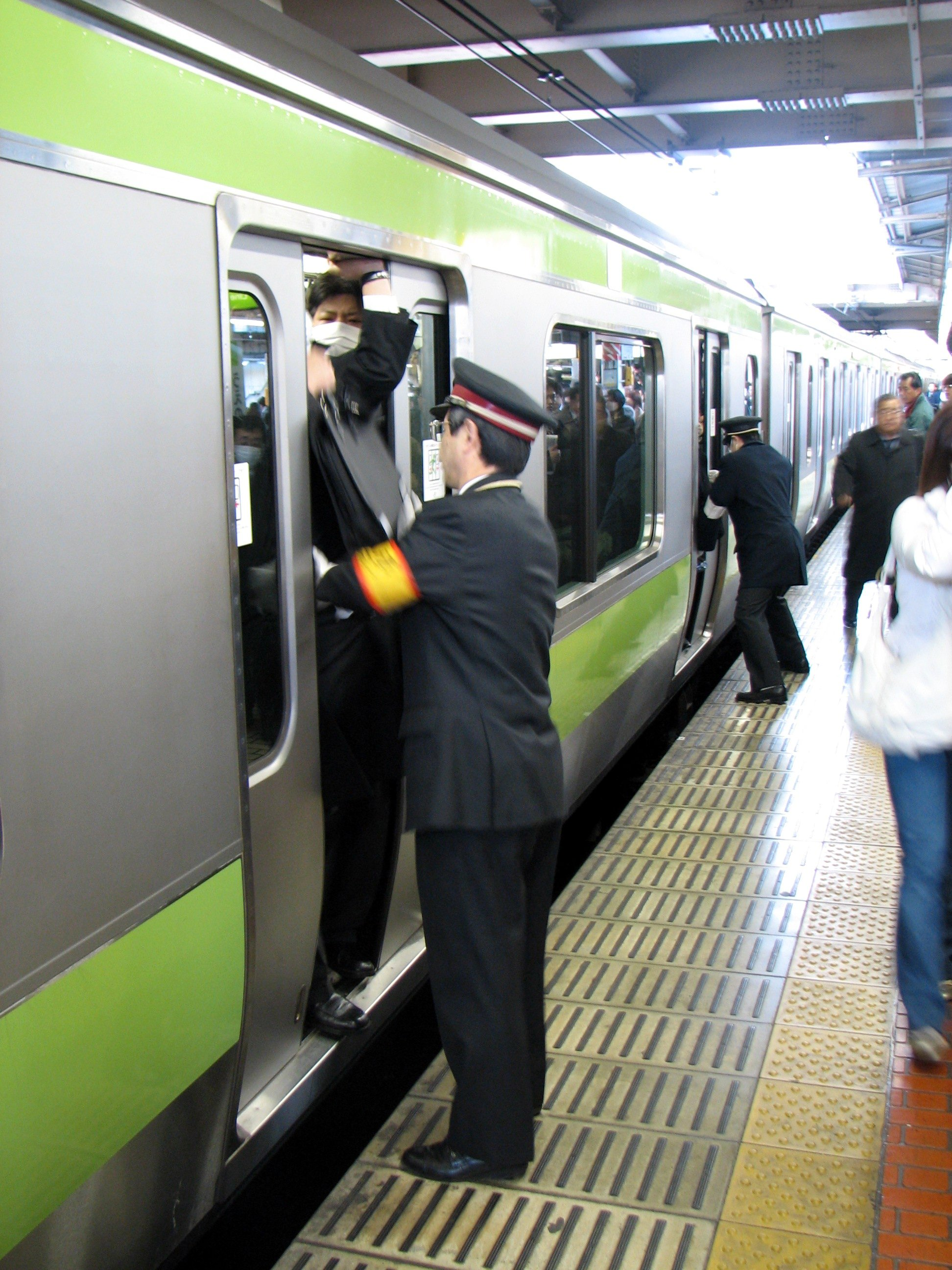
هل‌دهنده مسافر درساعت شلوغی در ایستگاه اوئنو در توکیو، ۲۰۰۷.

هل‌دهنده مسافر (انگلیسی: Passenger pusher) کارگر یا کارمندی است که در ساعات شلوغی مردم را به داخل یک وسیله حمل و نقل پر از جمعیت در یک ایستگاه شلوغ در هنگام اوج ترافیک هل می‌دهد.

## ژاپن
در ژاپن، هل‌کننده‌ها با نام اوشیا (押し屋) شناخته می‌شوند. این اصطلاح از فعل osu (押す) به معنای «فشار دادن» و پسوند -ya (屋) گرفته شده‌است که نشان دهنده «خط یا رده کار» است. اوشیا اطمینان حاصل می‌کند که هر مسافر سوار شده‌است و لای درها گیر نمی‌کند.